# 睾酮17β-脱氢酶 (NADP+)
睾酮17β-脱氢酶 (NADP+)（EC 1.1.1.64 （页面存档备份，存于））化学式为:C1675H2577O470N427S10是一种以NAD+或NADP+为受体、作用于供体CH-OH基团上的氧化还原酶。这种酶能催化以下酶促反应：
睾酮 + NADP+ {\displaystyle \rightleftharpoons } 雄烯二酮 + NADPH + H+
睾酮17β-脱氢酶 (NADP+)主要参与雄激素和雌激素代谢过程。